# جایزه نگار
جایزه نگار (اردو: نگار ایوارڈز) جایزهٔ رسمی صنعت سینمای پاکستان بود. نخستین جوایز نگار در تاریخ ۱۷ ژوئیه ۱۹۵۸ اهدا شدند. اعطای این جایزه در سال ۲۰۰۴ میلادی خاتمه یافت.